# Derbi de Nicosia
El Derbi de Nicosia, conocido también como el Derbi de los Enemigos Eternos, se refiere al partido de fútbol que protagonizan el APOEL FC contra el AC Omonia, ambos equipos de la capital de Chipre, Nicosia y que protagonizan la mayor rivalidad del fútbol de ese país, siendo ambos los más exitosos y más populares de la isla.

## Historia
El origen se da en 1948 cuando la mesa directiva del APOEL FC envía un telegrama a la Federación Helénica de Atletismo de celebrar cada año la Competición Panhelénica de Pista y Campo como el deseo de que el motín comunista había terminado en el país. Algunos miembros del club determinaron que tal acción era una acción política para justificar la guerra civil griega, lo que los distancío del APOEL y un mes después crearon al AC Omonia, teniendo su primer enfrentamiento el 12 de diciembre de 1953 y que terminó con empate 0-0.
El primer partido oficial entre los dos equipos tuvo lugar el 12 de diciembre de 1953 como parte del Campeonato de Chipre de 1953-1954. Este partido se desarrolló en el marco del primer partido del campeonato en su sede común, en el antiguo GSP Stadium. El Omonia era el equipo local y terminó en empate sin goles. El árbitro del primer partido oficial fue Vassos Aivaliotis.

## Sumario
| Torneo         | Partidos | APOEL | Empates | Omonia |
| -------------- | -------- | ----- | ------- | ------ |
| First Division | 151      | 54    | 49      | 47     |
| Cup            | 32       | 15    | 8       | 9      |
| Super Cup      | 5        | 3     | 0       | 2      |
| Total          | 188      | 72    | 57      | 58     |

## Títulos
| Competiciones nacionales   | APOEL | Omonia |
| -------------------------- | ----- | ------ |
| Primera División de Chipre | 29    | 21     |
| Copa de Chipre             | 21    | 16     |
| Supercopa de Chipre        | 15    | 17     |
| TÍTULOS EN TOTAL           | 65    | 54     |

## Jugadores
Jugadores que militaron en ambos equipos:
- Efstathios Aloneftis
- Stavros Asíotis
- Georgis Vakouftsis
- Georgis Efraín
- Konstantinos Makridis
- Kostas Malekkos
- Spyros Maragos
- Koulis Michigas
- Vesco Mihailovic
- Cristos Karipidis
- Robert Kochis
- Andreas Katsantonis
- Koulis Kyriakou
- Kostakis Konstantinou
- Georgis Economidis
- Killian Sheridan
- Kaká
- Andreas Stefanou
- Ricardo Ribeiro Fernandez
- Pakkos
- Rambo
- Pouleggeris
- Paraskevas Christou

## Entrenadores
Entrenadores que dirigieron en ambos equipos:
- Pampos Avraamidis
- Andreas Keremezos
- Takis Lemonis
- Yannis Mantzourakis
- Andreas Michaelidis
- Andreas Muskallis
- Han Hugenhuizen